# Circondario di Diepholz
Il circondario di Diepholz è un circondario (Landkreis) della Bassa Sassonia, in Germania.
Comprende 5 città e 42 comuni.

Il capoluogo è Diepholz, il centro maggiore Stuhr.

## Geografia antropica
Il circondario di Diepholz si compone di 5 città, 3 comuni e 7 comunità amministrative, che raggruppano complessivamente 5 comuni mercato e 34 comuni.
(Abitanti il 31 dicembre 2021)

### Città
- Bassum (16 289)
- Diepholz (17 192)
- Sulingen (13 005)
- Syke (24 365)
- Twistringen (12 527)

### Comuni
- Stuhr (comune indipendente) (33 494)
- Wagenfeld (7 304)
- Weyhe (comune indipendente) (31 162)

### Comunità amministrative (Samtgemeinde)
- Samtgemeinde Altes Amt Lemförde, con i comuni:

1. Brockum (1 043)
2. Hüde (1 219)
3. Lembruch (1 175)
4. Lemförde (comune mercato) (3 359)
5. Marl (695)
6. Quernheim (490)
7. Stemshorn (695)

- Samtgemeinde Barnstorf, con i comuni:

1. Barnstorf (comune mercato) (6 611)
2. Drebber (3 042)
3. Drentwede (1 010)
4. Eydelstedt (1 819)

- Samtgemeinde Bruchhausen-Vilsen, con i comuni:

1. Asendorf (2 944)
2. Bruchhausen-Vilsen (comune mercato) (9 109)
3. Martfeld (2 817)
4. Schwarme (2 645)

- Samtgemeinde Kirchdorf, con i comuni:

1. Bahrenborstel (1 093)
2. Barenburg (comune mercato) (1 235)
3. Freistatt (450)
4. Kirchdorf (2 278)
5. Varrel (1 537)
6. Wehrbleck (757)

- Samtgemeinde Rehden, con i comuni:

1. Barver (1 080)
2. Dickel (462)
3. Hemsloh (543)
4. Rehden * (2 352)
5. Wetschen (1 898)

- Samtgemeinde Schwaförden, con i comuni:

1. Affinghausen (864)
2. Ehrenburg (1 476)
3. Neuenkirchen (1 169)
4. Scholen (770)
5. Schwaförden (1 488)
6. Sudwalde (981)

- Samtgemeinde Siedenburg, con i comuni:

1. Borstel (1 176)
2. Maasen (430)
3. Mellinghausen (1 036)
4. Siedenburg (comune mercato) (1 228)
5. Staffhorst (525)